# Élections constituantes de 1946 dans le Pas-de-Calais
Les élections constituantes françaises de 1946 se tiennent le 2 juin. Ce sont les deuxièmes élections constituantes, après le rejet du projet de Constitution française du 19 avril 1946 lors du référendum du 5 mai.

## Mode de scrutin
L'assemblée constituante est composée de 586 sièges pourvus au scrutin proportionnel plurinominal suivant la règle de la plus forte moyenne dans chaque département, sans panachage ni vote préférentiel.
Dans le département du Pas-de-Calais, treize députés sont à élire. Les législateurs ne voulant pas que les circonscriptions dépassent les 10 sièges, le département est découpé en 2 circonscriptions :
- la première regroupe les arrondissements de Boulogne-sur-Mer, de Montreuil et de Saint-Omer. Elle est dotée de 5 sièges ;
- la deuxième regroupe les arrondissements d'Arras et de Béthune. Elle est dotée de 8 sièges.

## Élus
| Député sortant      | Parti | Parti | Député élu ou réélu | Parti | Parti |
| ------------------- | ----- | ----- | ------------------- | ----- | ----- |
| 1re Circonscription |       |       |                     |       |       |
| Gaston Dassonville  |       | PCF   | Gaston Dassonville  |       | PCF   |
| Henri Henneguelle   |       | SFIO  | Henri Henneguelle   |       | SFIO  |
| Abel Poulain        |       | SFIO  | Abel Poulain        |       | SFIO  |
| Jacques Vendroux    |       | MRP   | Jacques Vendroux    |       | MRP   |
| Gabriel Tellier     |       | MRP   | Paul Caron          |       | MRP   |
| 2e Circonscription  |       |       |                     |       |       |
| Auguste Lecœur      |       | PCF   | Auguste Lecœur      |       | PCF   |
| René Camphin        |       | PCF   | René Camphin        |       | PCF   |
| Nestor Calonne      |       | PCF   | Nestor Calonne      |       | PCF   |
| Guy Mollet          |       | SFIO  | Guy Mollet          |       | SFIO  |
| Just Évrard         |       | SFIO  | Just Évrard         |       | SFIO  |
| Paul Sion           |       | SFIO  | Paul Sion           |       | SFIO  |
| Jules Catoire       |       | MRP   | Jules Catoire       |       | MRP   |
| Louis Beugniez      |       | MRP   | Louis Beugniez      |       | MRP   |

## Résultats

### 1recirconscription (Boulogne-Montreuil-Saint-Omer)
| Parti    | Parti                                          | Tête de liste      | Résultats | Résultats | Sièges |  |
| Parti    | Parti                                          | Tête de liste      | Voix      | %         |        |  |
| -------- | ---------------------------------------------- | ------------------ | --------- | --------- | ------ |  |
|          | Mouvement républicain populaire                | Jacques Vendroux   | 67 768    | 36,61     | 2      |  |
|          | Section française de l'Internationale ouvrière | Henri Henneguelle  | 53 901    | 29,12     | 2      |  |
|          | Parti communiste français                      | Gaston Dassonville | 37 298    | 20,15     | 1      |  |
|          | Parti républicain de la liberté                | Adolphe Vincent    | 19 333    | 10,44     | -      |  |
|          | Rassemblement des gauches républicaines        | André Isore        | 6 811     | 3,68      | -      |  |
|          |                                                |                    |           |           |        |  |
| Inscrits | Inscrits                                       | Inscrits           | 230 585   | 100,00    | 5      |  |
| Votants  | Votants                                        | Votants            | 187 739   | 81,42     |        |  |
| Exprimés | Exprimés                                       | Exprimés           | 185 111   | 98,60     |        |  |

### 2ecirconscription (Arras-Béthune-Saint-Pol)
| Parti    | Parti                                          | Tête de liste    | Résultats | Résultats | Sièges |  |
| Parti    | Parti                                          | Tête de liste    | Voix      | %         |        |  |
| -------- | ---------------------------------------------- | ---------------- | --------- | --------- | ------ |  |
|          | Parti communiste français                      | Auguste Lecœur   | 122 122   | 32,88     | 3      |  |
|          | Section française de l'Internationale ouvrière | Guy Mollet       | 120 571   | 32,46     | 3      |  |
|          | Mouvement républicain populaire                | Jules Catoire    | 93 401    | 25,15     | 2      |  |
|          | Parti républicain de la liberté                | Marc Scaillierez | 25 699    | 6,92      | -      |  |
|          | Rassemblement des gauches républicaines        | Henri Guidet     | 9 615     | 2,59      | -      |  |
|          |                                                |                  |           |           |        |  |
| Inscrits | Inscrits                                       | Inscrits         | 420 828   | 100,00    | 8      |  |
| Votants  | Votants                                        | Votants          | 374 020   | 88,88     |        |  |
| Exprimés | Exprimés                                       | Exprimés         | 371 408   | 99,30     |        |  |